# The Meaning of Love (Depeche Mode)
The Meaning of Love è un singolo del gruppo musicale britannico Depeche Mode, pubblicato il 26 aprile 1982 come secondo estratto dal secondo album in studio A Broken Frame.

## Video musicale
Il video che accompagna l'uscita del singolo, è ancora una volta diretto da Julien Temple. Come per il precedente See You e i successivi Leave in Silence e Get the Balance Right!, la band fu insoddisfatta del risultato, tanto da rifiutarsi di inserirlo nella raccolta Some Great Videos.

## Tracce
Testi e musiche di Martin Gore.
7"
- Lato A

1. The Meaning of Love – 3:05

- Lato B

1. Oberkorn (It's a Small Town) – 4:07

12"
- Lato A

1. The Meaning of Love (Fairly Odd Mix) – 4:59

- Lato B

1. Oberkorn (It's a Small Town) (Development Mix) – 7:37

CD
1. The Meaning of Love (Fairly Odd Mix) – 5:00
2. Oberkorn (It's a Small Town) (Development Mix) – 7:38
3. The Meaning of Love (7" Version) – 3:05

## Formazione
Hanno partecipato alle registrazioni, secondo le note di copertina di A Broken Frame:
Gruppo
- David Gahan – strumentazione, voce
- Martin Gore – strumentazione, voce
- Andrew Fletcher – strumentazione, voce

Produzione
- Daniel Miller – produzione
- Depeche Mode – produzione
- John Fryer – ingegneria del suono
- Eric Radcliffe – ingegneria del suono
- Brian Griffin – fotografia
- Martyn Atkins – design

## Classifiche
| Classifica (1982) | Posizione massima |
| ----------------- | ----------------- |
| Germania          | 64                |
| Irlanda           | 17                |
| Regno Unito       | 12                |
| Svezia            | 16                |